# Aleksandr Vlásov
Aleksandr Vlásov (Víborg, Óblast de Leningrado, 23 de abril de 1996) es un ciclista profesional ruso que desde 2022 corre para el equipo Red Bull-BORA-hansgrohe.

## Biografía
Aleksandr nació en la ciudad de Víborg, 130 km al noroeste de San Petersburgo. También es el lugar de nacimiento de los ex corredores Viatcheslav Ekimov, Evgueni Berzin y Alexander Serov.

### Carrera amateur
En 2016, a la edad de 20 años, pasó a formar parte del equipo Viris Maserati-Sisal-Matchpoint. Quedó noveno en el Giro del Medio Brenta antes de tomar la salida del Giro del Valle de Aosta, que se vio obligado a abandonar durante la cuarta etapa. Tras esta decepción, el jovencísimo ruso consiguió la sexta plaza en el Gran Premio Capodarco y luego se lanzó al ataque en el Tour del Porvenir, en el que finalizó en la 33.ª posición.
La temporada 2017 verá a un Vlasov más agudo que en años anteriores. De hecho, aunque sólo ocupó el puesto 43.º en el Giro Next Gen, consiguió ascender al noveno puesto en la clasificación general del Giro del Valle de Aosta antes de ocupar el cuarto puesto en el Gran Premio Sportivi di Poggiana. Al final de la temporada terminó noveno en el Piccolo Giro de Lombardía esperanzado después de no poder terminar en el puesto 35.º en el Tour del Porvenir.
En 2018, Aleksandr Vlasov se fichó por equipo profesional Gazprom-RusVelo mientras continuaba su progresión en las categoría amateur. Ese año se distinguió por ganar notablemente la segunda etapa de la Toscana-Terra di ciclismo-Coppa delle Nazioni y conseguir el segundo puesto en la clasificación general. Pero fue durante el Giro Next Gen cuando el joven ruso demostró plenamente su talento. De hecho, ganó fácilmente la clasificación general de la prueba por delante de João Almeida y Robert Stannard. Posteriormente quedó cuarto en el Tour del Porvenir ganado por Tadej Pogačar.

### 2019: Debut profesional en Gazprom-RusVelo
Entonces integrante del equipo Gazprom-RusVelo, se reveló a los seguidores durante la Vuelta a Andalucía al igual que el colombiano Sergio Higuita. Vlasov terminó esta Vuelta a Andalucía en octava posición, a 1 minuto y 43 segundos del ganador Jakob Fuglsang. Posteriormente quedó octavo en la clasificación general de la Semana Internacional Coppi y Bartali, cuarto en el Giro de Sicilia y décimo en la Tour de los Alpes.
A pesar de sus buenos resultados al inicio de temporada, continuó su progresión finalizando tercero en la Vuelta a Asturias y el Tour de Eslovenia. Luego ganó el campeonato ruso de ruta tras terminar séptimo en la contrarreloj. Con su primer título profesional nacional, participó en la salida de la Vuelta a Austria, en la que terminó quinto tras su victoria en la sexta etapa. Su temporada 2019 acabó con un buen segundo puesto en la clasificación final del Tour de Almaty.

### 2020-2021: Carrera en Astana

#### 2020
Sus buenos resultados le permiten incorporarse al UCI World Tour en el equipo Astana de Alexandre Vinokourov para la temporada 2020. Esta temporada 2020 le permite revelarse al público en general tanto en las grandes clásicas como en las grandes carreras por etapas. A principios de año (antes del confinamiento por la pandemia de coronavirus), quedó segundo en la clasificación general del Tour de la Provence y ganó la segunda etapa de la prueba en La Ciotat. Nada más reanudarse la temporada (tras el confinamiento), ocupó el tercer puesto en la clasificación general de la Ruta de Occitania, por detrás de Egan Bernal y su compatriota Pavel Sivakov. En agosto de 2020, ganó la segunda edición del Mont Ventoux Dénivelé Challenge por delante de Richie Porte y Guillaume Martin. Posteriormente se centró por las clásicas italianas. Quedó cuarto en el Giro del Piemonte antes de subir al tercer escalón del podio en el Giro de Lombardía detrás de su compañero Jakob Fuglsang y del neozelandés George Bennett. Unos días más tarde, inscribió su nombre en el palmarés del Giro de Emilia. Luego terminó quinto en la clasificación general de la Tirreno-Adriático antes de tomar la salida de su primera gran vuelta: el Giro de Italia, con su líder Jakob Fuglsang. Aquejado de dolores de estómago, se vio obligado a retirarse de la segunda etapa y finalmente puso su mirada en la Vuelta a España. Después de unos primeros días complicados, demostró estar a la altura de los mejores escaladores, en particular terminando segundo en la cima del Angliru, sólo superado por el británico Hugh Carthy y por delante de Enric Mas, Richard Carapaz, Daniel Martin e incluso Primož Roglič. Noveno en la Vuelta a España en la mañana de la penúltima etapa, cayó, al final de la etapa, al undécimo puesto de la clasificación, a sólo dos segundos del décimo Alejandro Valverde.

#### 2021
A principios de 2021 anunció que su principal objetivo era el Giro de Italia. Para prepararse, se alineó en la salida del Tour de la Provence, que terminó en décimo lugar, y luego en la Clásica Faun-Ardèche, donde obtuvo el sexto lugar. En marzo, tomó la salida en su primera París-Niza, donde terminó como mejor ciclista joven y segundo en la general, a 19 segundos del ganador Maximilian Schachmann. Este es su primer podio general en una carrera del UCI World Tour. Aún como parte de su preparación para el Giro de Italia, Vlasov terminó tercero en la clasificación general del Tour de los Alpes detrás de Simon Yates y Pello Bilbao. Luego se presentó en la salida del Giro de Italia. Después de tres semanas bastante desiguales, termninó en el cuarto puesto de la clasificación general, conquistado por Egan Bernal. En junio, ganó el campeonato ruso de contrarreloj por delante de Artem Ovechkin, tres veces campeón defensor. Luego participó en los Juegos Olímpicos de Tokio (20.º en contrarreloj y 59.º en ruta), y luego en la Vuelta a España, donde no corrió la víspera de la meta a pesar de ocupar el 34.º puesto de la general. Al final de la temporada, está por detrás en las clásicas italianas.

### 2022-??: Bora-Hansgrohe

#### 2022
En agosto de 2021, el equipo alemán Bora-Hansgrohe anuncia su contratación para las temporadas 2022 a 2024 inclusive. Vlasov anunció entonces que se concentraría en las grandes vueltas.
El 21 de enero debutó quedando tercero en el Trofeo Pollensa-Pueto de Andrach. Tras quedar segundo detrás de Remco Evenepoel en la primera etapa de la Vuelta a la Comunidad Valenciana, ganó en solitario la tercera etapa y se hizo con el maillot de líder de la general, que conservó hasta el final de la carrera. En febrero terminó cuarto en el UAE Tour 2022, después de perder su lugar en el podio el último día en la cima del Jebel Hafeet. Luego continúa con una buena París-Niza, donde ocupa la séptima plaza al inicio de la última etapa. Sin embargo, sufrió una caída y tuvo que retirarse por contusiones y abrasiones. Bien recuperado de sus lesiones, vivió el mejor mes de abril de su carrera. Durante el Gran Premio Miguel Induráin pensó que había ganado al sprint y levantó los brazos, pero finalmente acabó segundo detrás de Warren Barguil. Estuvo a punto de ganar la Vuelta al País Vasco, donde acabó tercero en la general, a 16 segundos del ganador Daniel Felipe Martínez. El 20 de abril finalizó tercero en la Flecha Valona, en lo alto del Muro de Huy y firmó su primer podio en una clásica del UCI WorldTour. El 1 de mayo ganó su primera carrera por etapas del UCI World Tour: el Tour de Romandía, gracias a su éxito en la última contrarreloj, una subida de 15,8 km en los Prealpes de Vaudois.

## Palmarés
2018
- 1 etapa de la Toscana Terra di Ciclismo Eroica
- Giro Ciclistico d'Italia

2019
- Campeonato de Rusia en Ruta
- 1 etapa de la Vuelta a Austria

2020
- 1 etapa del Tour La Provence
- Mont Ventoux Dénivelé Challenge[2]
- Giro de Emilia[3]

2021
- Campeonato de Rusia Contrarreloj

2022
- Vuelta a la Comunidad Valenciana, más 1 etapa
- Tour de Romandía, más 1 etapa
- 1 etapa de la Vuelta a Suiza

2024
- 1 etapa de la París-Niza

## Resultados

### Grandes Vueltas
| Carrera | Carrera         | 2018 | 2019 | 2020 | 2021 | 2022 | 2023 | 2024 | 2025 |
| ------- | --------------- | ---- | ---- | ---- | ---- | ---- | ---- | ---- | ---- |
|         | Giro de Italia  | —    | —    | Ab.  | 4.º  | —    | Ab.  | —    | —    |
|         | Tour de Francia | —    | —    | —    | —    | 5.º  | —    | Ab.  | 27.º |
|         | Vuelta a España | —    | —    | 11.º | Ab.  | —    | 7.º  | 18.º | —    |

### Vueltas menores
| Carrera | Carrera                | 2018 | 2019 | 2020 | 2021 | 2022 | 2023 | 2024 | 2025 |
| ------- | ---------------------- | ---- | ---- | ---- | ---- | ---- | ---- | ---- | ---- |
|         | París-Niza             | —    | —    | —    | 2.º  | Ab.  | —    | 5.º  | 35.º |
|         | Tirreno-Adriático      | 67.º | —    | 5.º  | —    | —    | 9.º  | —    | —    |
|         | Volta a Cataluña       | —    | —    | X    | —    | —    | —    | 4.º  | —    |
|         | Vuelta al País Vasco   | —    | —    | X    | —    | 3.º  | —    | —    | 47.º |
|         | Tour de Romandía       | —    | —    | X    | —    | 1.º  | —    | 2.º  | 24.º |
|         | Critérium del Dauphiné | —    | —    | —    | —    | —    | —    | 6.º  | —    |
|         | Vuelta a Suiza         | —    | —    | X    | —    | Ab.  | —    | —    | 21.º |

### Clásicas y Campeonatos
| Strade Bianche        | Strade Bianche        | —             | —             | —             | —    | —    | 26.º | —    | —  |    |    |
|                       | Milán-San Remo        | 101.º         | —             | —             | —    | —    | —    | —    | —  |    |    |
| Flecha Valona         | Flecha Valona         | —             | —             | —             | —    | 3.º  | —    | Ab.  | —  |    |    |
|                       | Lieja-Bastoña-Lieja   | —             | —             | —             | —    | 14.º | 46.º | 20.º | —  |    |    |
| Clásica San Sebastián | Clásica San Sebastián | —             | —             | X             | —    | —    | 3.º  | —    |    |    |    |
| EuroEyes Classics     | EuroEyes Classics     | —             | 75.º          | X             | X    | —    | —    | —    |    |    |    |
|                       | Giro de Lombardía     | —             | 107.º         | 3.º           | 39.º | 18.º | 4.º  | 45.º |    |    |    |
| JJ. OO. (Ruta)        | JJ. OO. (Ruta)        | No se disputó | No se disputó | No se disputó | 28.º | ND   | ND   | —    | ND | ND | ND |
| JJ. OO. (CRI)         | JJ. OO. (CRI)         | No se disputó | No se disputó | No se disputó | 20.º | ND   | ND   | —    | ND | ND | ND |
| Mundial en Ruta       | Mundial en Ruta       | —             | Ab.           | —             | —    | —    | —    | 32.º |    |    |    |
| Rusia en Ruta         | Rusia en Ruta         | —             | 1.º           | —             | 13.º | —    | —    | —    | —  |    |    |
| Rusia Contrarreloj    | Rusia Contrarreloj    | —             | 7.º           | —             | 1.º  | —    | —    | —    | —  |    |    |

—: no participa

Ab.: abandono

## Equipos
- Viris Maserati-Sisal-Matchpoin (2016-2017)
- Gazprom-RusVelo (2018-2019)
- Astana[1] (2020-2021)
  - Astana Pro Team (2020)
  - Astana-Premier Tech (2021)
- Bora-Hansgrohe (2022-)
  - Bora-Hansgrohe (2022-2024)[9]
  - Red Bull-BORA-hansgrohe (2024-)[10]